# Stéphane Morillon
Stéphane Morillon est un footballeur français né le 5 avril 1961 à Laval (Mayenne). Il était attaquant.

## Biographie
Natif de Laval, Stéphane Morillon participe au bon parcours du Stade lavallois en Coupe Gambardella en 1977. La même année il est sélectionné avec les cadets de l'Ouest puis avec l'équipe de France juniors 1ère année. Il est lancé en D1 à 18 ans par Michel Le Milinaire. En juillet 1979, il fait partie des huit premiers joueurs à intégrer le centre de formation du Stade lavallois, nouvellement construit. Il est sous contrat stagiaire de 1979 à 1981.  
Il joue un total de 46 matchs en Division 1.